# Hiroaki Abe
Hiroaki Abe (japonsky: 阿部弘毅, Abe Hiroaki; 15. března 1889 Jonezawa – 6. února 1949) byl kontradmirál a později viceadmirál japonského císařského námořnictva v průběhu druhé světové války.

## Počátky kariéry
Abe se narodil v Jonezawě v prefektuře Jamagata v severním Japonsku. Byl absolventem 39. běhu japonské císařské námořní akademie (海軍兵学校, Kaigun Heigakkó), kterou ukončil v roce 1911 jako 26. nejlepší ze 148 kadetů. Jako plavčík sloužil na chráněném křižníku Soja a bitevní lodi Mikasa. Po povýšení na podporučíka 1. prosince 1912 byl postupně přiřazen na křižníky Nišin, Čikuma a bitevní loď Kongó.
Po absolvování torpédového a dělostřeleckého výcviku byl povýšen na podporučíka a sloužil za první světové války na torpédoborci Akebono a poté na chráněném křižníku Čitose. Nicméně bojů se pravděpodobně nezúčastnil.
Po skončení války sloužil většinou ve štábech a to až do 20. července 1922, kdy mu bylo svěřeno první velení na torpédoborci Ušio. Dne 1. prosince 1923 byl povýšen na poručíka. V roce 1925 velel torpédoborci Kaki.
V roce 1926 nastoupil do Námořní vojenské akademie (海軍大学校, Kaigun Daigakkó). Dne 10. prosince 1928 byl povýšen na fregatního kapitána a 1. prosince 1932 na kapitána. 1. prosince 1936 převzal velení na lehkém křižníku Džincú a od 1. prosince 1937 na čtyři měsíce velel bitevní lodi Fusó.

## Válka v Tichomoří
Dne 15. listopadu 1938 byl Abe povýšen na kontradmirála. V této hodnosti se – jako velitel 8. křižníkové divize složené z těžkých křižníků Tone a Čikuma – zúčastnil útoku na Pearl Harbor a poté podpory druhého pokusu o obsazení atolu Wake.
Od 14. července 1942 byl velitelem 11. divize bitevních lodí (Hiei a Kirišima) Nagumova 3. loďstva. Během bojů o Guadalcanal vedl 11. divizi jako předsunutý svaz bitevních lodí před Nagumovými letadlovými loděmi v bitvách u východních Šalomounů a u ostrovů Santa Cruz. 1. listopadu 1942 byl povýšen na viceadmirála.
Během první námořní bitvy u Guadalcanalu, když byl pověřen úkolem odstřelovat a vyřadit z provozu Hendersonovo letiště na Guadalcanalu, se střetl s americkou Task Group 67.4 pod velením kontradmirála Callaghana. Callaghan sice padl a ztratil v bitvě lehký křižník a tři torpédoborce (a další lodě byly více či méně poškozeny), ale Abe nedokázal splnit úkol a přišel o dva torpédoborce a bitevní loď Hiei (vlajková loď a první japonská bitevní loď ztracená ve válce). To, že se Abe nedokázal prosadit vůči papírově slabšímu nepříteli způsobilo ostrou debatu v japonském štábu a admirál Isoroku Jamamoto Abeho odvolal z funkce.
V březnu 1943 odešel Abe do výslužby a umřel v roce 1949.
Abeho mladší bratr, Tošio Abe, byl rovněž námořním důstojníkem a koncem války se stal velitelem na letadlové lodi Šinano.